# Evelyn Selbie
Evelyn Selbie (6 de juliol de 1871 - 7 de desembre de 1950) va ser una actriu i intèrpret teatral estatunidenca tant en pel·lícules mudes com sonores.

## Biografia
Nascuda a Louisville (Kentucky), de joveneta era genet. La seva carrera als escenaris va durar vint-i-cinc anys. Va començar a les societats anònimes de Proctor a Nova York després de sortir de casa seva. Va actuar en obres com Human Hearts i The Cat and the Canary. A la producció anterior va protagonitzar dues temporades. Selbie també va actuar al repertori de la companyia que operava al Grand Theatre de Reno, Nevada. Després es va aventurar cap a l'oest on va exercir 18 mesos a l'antic Teatre Central a San Francisco (Califòrnia). Això va ser seguit per una temporada a San Diego (Califòrnia) i després una llarga a Alaska amb T.D. Frawley. Durant la gira d'Alaska, Evelyn va alternar protagonisme amb Virginia Thornton.
El 1909, Selbie es va unir a un equip de vodevil, deixant la companyia de Bentley.
Selbie va començar la seva carrera cinematogràfica el 1912 amb l'Essanay Company com a protagonista de Broncho Billy Anderson i va treballar nou anys amb aquesta companyia. Els seus crèdits de pel·lícules mudes inclouen The Squaw Man, que va ser la primera producció de Hollywood de Cecil B. De Mille. Va continuar en el cinema fins al 1949 amb The Doolins of Oklahoma, on va interpretar Birdie. Va participar en les sèries de pel·lícules de Fu Manchu i va fer treballs freelance a la ràdio.
El 7 de desembre de 1950, Selbie va morir al Motion Picture Country Hospital a Los Angeles, Califòrnia. enia 79 anys. Selbie va ingressar al Motion Picture Country Hospital dues setmanes després de patir un atac de cor. L'enterrament va ser al Inglewood Park Cemetery, Inglewood (Califòrnia).

## Filmografia selecta
- The Prisoner's Story (1912) - Nell Cameron
- The People vs. John Doe (1916) - Mrs. Doe
- The Price of Silence (1916) - Jenny Cupps
- The Mysterious Mrs. M (1917) - Mrs. Musselwhite
- The Terror (1917) - Mrs. Connelly
- The Voice on the Wire (1917, Serial) - Pale Ida
- The Flower of Doom (1917) - Arn Fun
- The Hand That Rocks the Cradle (1917) - Sarah
- The Flashlight (1917) - Mrs. Barclay
- Pay Me! (1917) - Hilda Hendricks
- Sirens of the Sea (1917) - Hadji
- The Grand Passion (1918) - Boston Kate
- The Two-Soul Woman (1918) - Leah
- Danger, Go Slow (1918) - Miss Witherspoon (sense acreditar)
- The Red Glove (1919) - Tiajuana
- Uncharted Channels (1920) - Elsa Smolski
- A Broadway Cowboy (1920) - Miss Howell
- Seeds of Vengeance (1920) - Martha Ryerson
- The Devil to Pay (1920) - Mrs. Roan
- The Broken Gate (1920) - Julia Delafield
- Devil Dog Dawson (1921)
- Without Benefit of Clergy (1921) - Ameera's mother
- The Devil Within (1921) - Witch
- Silver Spurs (1922) - Tehama
- The Half Breed (1922) - Mary
- Thorns and Orange Blossoms (1922) - Fallie, Rosita's Maid
- Omar the Tentmaker (1922) - Zarah
- The Tiger's Claw (1923) - Azun
- Snowdrift (1923) - Wananebish (prologue)
- The Broken Wing (1924) - Quichita
- Name the Man (1924) - Lisa Collister
- Flapper Wives (1924) - Hulda
- Poisoned Paradise: The Forbidden Story of Monte Carlo (1924) - Madame Tranquille
- Mademoiselle Midnight (1924) - Chiquita
- Romance Ranch (1924) - Tessa
- A Cafe in Cairo (1924) - Batooka
- The Prairie Pirate (1925) - Marie - Housekeeper (sense acreditar)
- Lord Jim (1925) - Sultan's Wife (sense acreditar)
- The Test of Donald Norton (1926) - Nee-tah-wee-gan
- Hell-Bent for Heaven (1926) - Meg Hunt - mare de Sid
- Silken Shackles (1926) - mare de Tade
- The Silver Treasure (1926) - Mare Teresa
- Flame of the Argentine (1926) - Nana
- Into Her Kingdom (1926) - Stepan's Mother
- The Country Beyond (1926) - Martha Leseur
- Prisoners of the Storm (1926) - Lillian Nicholson
- Rose of the Tenements (1926) - Sara Kaminsky
- Camille (1927) - mare de Camille
- The King of Kings (1927) - (sense acreditar)
- Wings (1927) - Dressing Room Attendant (sense acreditar)
- The American (1927) (mai estrenada)
- Eager Lips (1927)
- Wild Geese (1927)
- Eternal Love (1929)
- The Mysterious Dr. Fu Manchu (1929)
- Love Comes Along (1930)
- Dangerous Paradise (1930)
- The Return of Dr. Fu Manchu (1930)
- Desert Vengeance (1931)
- Diamond Frontier (1940)
- White Eagle (1941)